# Jon Malcolm Henricks
John Malcolm Henricks (né le 6 juin 1935 à Sydney) est un ancien nageur australien.

## Carrière
Né en Australie, John Malcolm Henricks, surnommé « Jon », émigre aux États-Unis pour ses études à l'Université de Californie du Sud. Il est alors licencié des Trojans d'USC.
Il participe aux Jeux olympiques d'été de 1956, où il remporte deux médailles d'or, et aux Jeux de 1960.
Son palmarès lui vaut d'intégrer l'International Swimming Hall of Fame en 1973.

## Jeux olympiques
- Jeux olympiques d'été de 1956 à Melbourne 
  -  Médaille d'or sur 100 m libre.
  -  Médaille d'or en relais 4 × 200 m libre.